# 戚徽之
戚徽之（510年—578年9月30日），字庆宵，城皋郡荥阳县（今河南省荥阳市）人，北魏、西魏、北周官员。

## 生平
永安二年（529年），戚徽之在弱冠之龄，以襄威将军、员外散骑侍郎为起家官，出任别将。普泰二年（532年），戚徽之转任伍都督，出任东北道行台李业的行台郎中，升任御史，又出任主书治舍人。永熙三年（534年），戚徽之转任司徒清河王元亶的司徒外兵参军，很受元亶的重视。同年，戚徽之加都督。永熙三年七月，魏孝武帝西迁关中，元亶原本跟随魏孝武帝，中途逃归洛阳，戚徽之却跟随魏孝武帝西迁，开始归于杨忠帐下。大统三年（537年），戚徽之在杨忠帐下参与沙苑之战，战胜后出任许昌县县令，封密县开国男。大统四年（538年），戚徽之加镇远将军、奉车都尉，又出任乐陵公怡峰主簿，很快转任乐陵公司马，又升任乐陵公长史。同年，戚徽之参与河桥之战，封独洛县开国男。大统八年（542年），戚徽之参与玉壁之战，大统九年（543年），戚徽之参与柏谷坞之战，加中坚将军、奉车都尉。大统十二年（546年），戚徽之加大都督、平东将军、左银青光禄大夫、陇州长史，转任陇州别驾，又改任东秦州长史，升任大将军谘议，升任大将军长史。大统十七年（551年），南梁邵陵王萧纶入侵安陆，戚徽之跟随杨忠将萧纶讨伐平定。西魏恭帝元年（554）十一月，宇文泰命令各位将军功劳大的继承拓跋氏早起统一的三十六个大部落，他们所统领的军人也都改从其姓，戚徽之在此时跟随杨忠一起，被赐姓普六如氏。北周建立，戚徽之出任征南将军、右金紫光禄大夫、天官府都上士，又转任柱国府长史，加冠军将军。北周建立之初，庄稼收成不太好，戚徽之忧国如家，上交私人小米四千，钱一万贯，加平南将军、右银青光禄大夫，出任帅都督。武成二年（560年），戚徽之出任计部下大夫，升任车骑大将军、仪同三司、领兵，封昌国县开国男。周孝闵帝死后，宇文护推宇文毓称帝，戚徽之也参与了谋划，因此在保定三年（563年）加骠骑大将军、开府仪同三司，进爵为公，获赐帛千匹，同年出任计部中大夫，仍兼任扶风郡中正，又兼任大府中大夫，又转任民部中大夫，外任大使巡访天下，很快转任梁州总管府长史。北周末年，戚徽之在杨隋代周的过程出力不小。宣政元年八月乙丑朔十四日戊寅（578年9月30日），戚徽之患病在雍州长安私人住宅中去世，虚岁六十八，周宣帝敕令使者监护丧事，赐给助办丧事的财物追加等级，追赠使持节、开府仪同大将军、海莒息三州刺史，昌国公如故，谥号敬，大象元年十月己未十五日癸酉（579年11月19日）葬于京兆郡长安县高阳之山。大业六年岁次庚午十月己丑朔廿一日己酉（610年11月12日），戚徽之百岁诞辰，戚徽之的子孙将戚徽之与夫人裴氏同迁葬于京兆郡长安县富阳乡方善里之山。

## 其他
《普六如徽之》志石现存于洛阳九朝刻石文字博物馆，共有两盒：一为北周大象元年（579）十月戚徽之入葬时的墓志，一为戚徽之入葬三十一年后，即隋大业六年（610），其夫人裴氏迁来合葬时，为其重刊的墓志。中国国家博物馆馆员吕伟涛认为，戚徽之大象年间墓志记述“及水运告终，木德伊始。讴谣虽改，狱讼未移。公独庶机，密陈禅代”，显示戚徽之对宇文氏僭代西魏皇权的赤诚助推，而对于自己的直接上司、同被赐姓“普六如”的杨忠和杨坚父子却只字不提。戚徽之大业年间墓志则适得其反，尽述戚徽之对杨氏僭代北周皇权的肝脑涂地。其缘由亦不难理解，戚徽之卒于北周宣政元年（578）八月，其时周宣帝刚刚继位两个月，而宇文赟继位当月便清除了齐王宇文宪的势力。此后至大象元年（579）十月戚徽之入葬期间，正是宇文赟将下一个肃清对象锁定隋国公杨坚的关键时期。宇文赟步步紧逼，处处寻衅，杨坚情状已危如累卵。戚徽之大象年间墓志成于此时，必定要向宇文氏表忠心，且要与杨忠、杨坚父子撇清关系。而戚徽之大业年间墓志成于杨隋王朝，所述云山，自然是另一番情状。可以说，两志在不同的时代极尽表述戚徽之对当朝皇权的忠心时，却于无意间刻画出了其“忠诚”的潜移。当然，这种“忠诚”的潜移在北朝乱世不足为奇。
据《周书·杨忠传》记载，杨忠早年对西魏政权赤胆忠心，入北周后对宇文泰也是丹诚辅弼，期间虽对晋国公宇文护隐有不满，可对宇文皇权无疑是肱股之臣。至于后来杨隋代周，皆是因为周宣帝的荒淫无道和对杨坚的步步死逼。吕伟涛认为，根据戚徽之大业年间墓志泄露了不同的消息：“初，太祖武元皇帝，晦迹屈己，俟时藏用。蕴兴王之志，韬拨乱之心。”吕伟涛认为杨忠对宇文氏早有异心，并非如史书所述的那么无辜。戚徽之大业年间墓志又说道：“文皇帝诞生之夜，瑞气神光，唯以告公。彷无知者，寻补恣议带长史。”古时帝王降世多有瑞象，至于是否确有其事，后人不必深究。但杨忠却不避忌讳，将儿子杨坚出生时的异象宣于亲随戚徽之，明显是居心叵测。而杨坚又“五千养士，早蓄嘉谟。九二在田，方见君德。公备申匡益，私荐腹心。帝嘉其款诚，特降殊礼”。不难看出，戚徽之与杨忠、杨坚父子关系密切，其在杨隋代周的过程中一定出力不小。

## 家庭

### 十四世祖
- 戚鳃，西汉临辕坚侯[2]

### 十二世祖
- 戚忠，西汉司徒公[2]

### 九世祖
- 戚寄，曹魏光禄勋[2]

### 高祖
- 戚俭，辽西郡太守[2]

### 曾祖
- 戚澄，兖州刺史[2]

### 祖父
- 戚爽，平原郡太守、宁朔将军、仓州刺史[2]

### 父亲
- 戚胜明，北魏济北北海二郡太守、上州诸军事、上州刺史[2]

### 夫人
- 河东裴氏，魏使持节、仪同三司、河东郡太守、武成二州刺史，魏太常卿、本州大中正、郃阳侯裴惇长女[2]